# Anton Bassermann

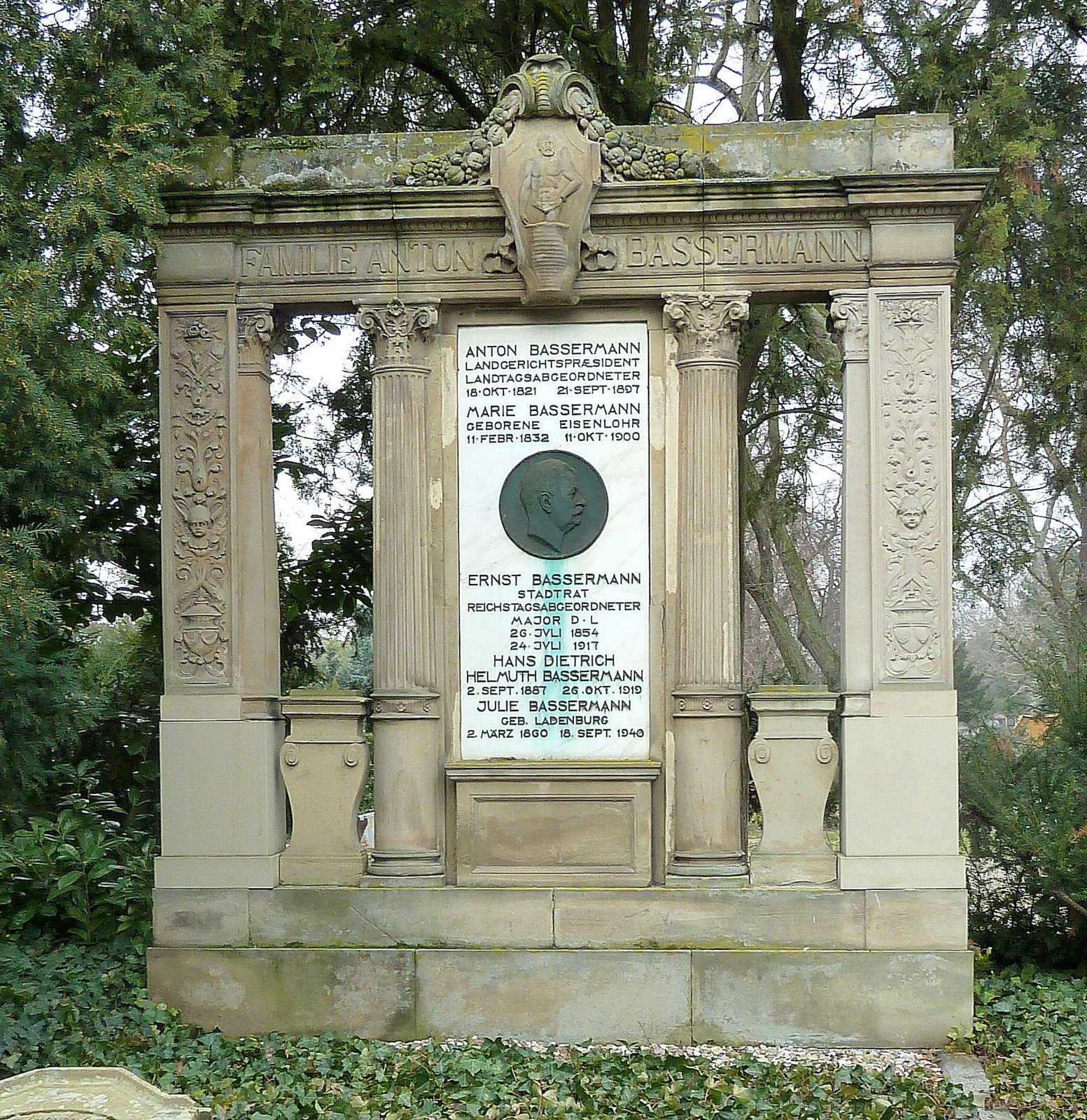
Anton Bassermanns Grab auf dem Hauptfriedhof Mannheim

Anton Bassermann (* 18. Oktober 1821 in Mannheim; † 22. September 1897 ebenda) war ein deutscher Jurist. Bassermann war im großherzoglich badischer Präsident des Landgerichts Mannheim und Abgeordneter in der Zweiten Kammer der Badischen Ständeversammlung.

## Leben

### Familie
Anton entstammte der alten Familie Bassermann, die schon längere Zeit in Mannheim ansässig war und zahlreiche Unternehmer und Politiker stellte. Sein Vater war der Mannheimer Kaufmann und liberale Politiker Johann Ludwig Bassermann (1771–1828). 1819 wurde er in die Badische Ständeversammlung gewählt. Johann Ludwig heiratete Susanna Elisabetha Frohn (* 4. Februar 1782 in Mannheim; † 19. April 1869 in Mannheim). Das Paar hatte zwei Töchter und sechs Söhne. Anton war das jüngste Kind. Sein Vetter, der Unternehmer Friedrich Daniel Bassermann (1811–1855), wurde ebenfalls badischer Landtagsabgeordneter.

### Beruflicher Werdegang
Bassermann besuchte das Lyzeum in Mannheim und studierte von 1841 bis 1845 an der Ruprecht-Karls-Universität Heidelberg Rechtswissenschaft. 1842 wurde er im Corps Palatia Heidelberg (III) aktiv. 1848 trat er als Rechtspraktikant in den badischen Justizdienst. Er wurde 1854 Referendar und erhielt 1856 eine erste Anstellung als Amtsassessor am Oberamt Heidelberg. 1857 erfolgte seine Berufung zum Amtsrichter in Philippsburg und als solcher wurde er 1859 nach Rastatt versetzt. 1864 erfolgte seine Beförderung zum Kreisgerichtsrat in Offenburg, 1869 die zum Kreisgerichtsdirektor in Villingen und 1872 die zum vorsitzenden Rat beim Kreis- und Hofgericht in Mannheim. 1874 erhielt er für seine Verdienste das Ritterkreuz I. Klasse des Ordens vom Zähringer Löwen.
1877 wurde Bassermann erstmals als Abgeordneter in die Zweite Kammer der Badischen Ständeversammlung in den 28. ordentlichen Landtag gewählt. Die Wähler des 14. Wahlbezirks, er umfasste das Bezirksamt Villingen mit Teilen des Amtes Neustadt, sprachen Bassermann, der Mitglied der Nationalliberalen Partei war, das Vertrauen aus. Auch in den nächsten, den 29. Landtag von 1879 bis 1880, wurde er gewählt. Im Landtag arbeitete der praktizierende Jurist aktiv an dem Einführungsgesetz des Großherzogtum Badens zu den Reichsjustizgesetzen als Berichterstatter mit. Nach dem Inkrafttreten der Reichsjustizgesetze 1879 wurde er zum Landgerichtsdirektor am Landgericht Mannheim ernannt. 1883 erhielt er das Eichenlaub zum Ritterkreuz I. Klasse des Zähringer Löwenordens.
1885 stellte sich Bassermann erneut als Kandidat zur Wahl in den 32. Landtag und wurde von den Wählern des 45. Wahlbezirks I., der die Stadt Mannheim umfasste, als Abgeordneter bestätigt. Bis 1892, zuletzt in den 36. Landtag, wurde er durchgehend wieder gewählt. Schon 1889 wurde Bassermann zum Präsidenten des Landgerichts Mannheim befördert, als Nachfolger von Edwin Benckiser, und 1891 mit dem Kommandeurkreuz II. Klasse des Ordens von Zähringer Löwen ausgezeichnet.
Nach einer längeren Erkrankung starb Bassermann mit 75 Jahren in seiner Geburtsstadt. Er wurde auf dem Hauptfriedhof Mannheim bestattet, sein Grab ist erhalten. Bassermann wurde mehrmals zum Kirchenältesten seiner evangelischen Gemeinde gewählt. Er war außerdem Mitglied der badischen evangelischen Generalsynode.

### Ehe und Nachkommen
Anton Bassermann heiratete 1852 Marie Eisenlohr (1832–1900) aus Durlach. Sie hatten einen Sohn Ernst Bassermann (1854–1917). Ernst Bassermann wurde wie sein Vater Jurist und war ab 1893 Mitglied des Reichstages. Er wurde Vorsitzender der Nationalliberalen Partei. Aus seiner Ehe mit Julie Bassermann (1860–1940), eine geborene Ladenburg, gingen zwei Töchter und ein Sohn hervor.